# Lojze Peterle
Alojz Peterle, detto Lojze (Čužnja vas, 5 luglio 1948), è un politico sloveno.
È stato il leader del partito dei Democratici Cristiani Sloveni dalla fondazione negli anni '80 fino alla fusione con il Partito Popolare Sloveno nel 2000. Nel 2000 fu tra i fondatori del partito Nuova Slovenia, nel quale continua a militare, nonostante alcune aperte polemiche con la nuova leadership.

## Biografia
Peterle divenne Primo ministro della Slovenia dopo le elezioni dell'aprile 1990 vinte dalla coalizione DEMOS, creata in opposizione ai comunisti. Nel 1991 dichiarò l'indipendenza del suo paese dalla Jugoslavia. Rimase Primo ministro fino alle elezioni del 1992, quando si stabilì un nuovo governo guidato da Janez Drnovšek. In seguito servì come Ministro degli Esteri dal gennaio 1993 fino alle sue dimissioni nell'ottobre 1994, quando Drnovšek nominò presidente del Parlamento un membro del suo partito (Democrazia Liberale di Slovenia), contro i desideri di Peterle che avrebbe preferito un democristiano.
I Cristiano-democratici rimasero nella coalizione, ma soffrirono di numerose divisioni. Nel 1996 Peterle chiese le dimissioni del Ministro degli Esteri Zoran Thaler, che a suo parere non faceva abbastanza per incoraggiare le relazioni con l'Italia.
Peterle tornò Ministro degli Esteri nel breve governo di Andrej Bajuk (maggio-novembre 2000).
Alle elezioni europee del 2004 Peterle fu eletto al Parlamento europeo nelle file del Partito Popolare Europeo per il partito Nuova Slovenia (NSi), fondato da Andrej Bajuk.
Nel 2007, Peterle si candidò alla presidenza della Repubblica con l'appoggio dei tre maggiori partiti del centrodestra, ma perse al ballottaggio contro il candidato del centrosinistra Danilo Türk.
Alle elezioni europee del 2009 ha confermato il proprio seggio ed è diventato membro della "Commissione per gli affari esteri" e membro sostituto della "Commissione per l'ambiente, la sanità pubblica e la sicurezza alimentare".